# Madalena dos Santos Reinbolt
Maria Madalena Santos Reinbolt (às vezes Madalena dos Santos Reinbolt) (14 de setembro de 1919 – 1977) foi uma artista brasileira autodidata. Trabalhando com pintura e tapeçarias que chamava de "pinturas com tinta" e "pinturas com lã", retratava cenas rurais reminicentes de sua infância no interior da Bahia. Madalena é considerada uma artista naïf ou primitiva.

## Biografia
Reinbolt nasceu 14 de setembro de 1919 em em Vitória da Conquista, BA, Brasil. Seus pais eram fazendeiros e plantavam, entre outras coisas, algodão, milho, arroz, e feijão, além de cuidar de gado, porcos, galinhas e cavalos. Sua mãe, Ana Maria de Souza Pereira, também era artesã e cozinheira, fiava algodão, criava pratos e panelas de barro, fazia rendas e preparava manteiga.
Madalena nunca foi formalmente educada, e nunca aprendeu a ler ou escrever fora assinar seu próprio nome.
Com vinte e poucos anos, Madalena mudou-se para Salvador para trabalhar como empregada doméstica. Em 1945, mudou-se para o Rio de Janeiro, onde passou dois anos trabalhando como doméstica antes de se mudar para São Paulo, em 1947. Se mudou de volta para o Rio de Janeiro pouco depois, mudando-se para Petrópolis, em 1949, onde ela iria trabalhar como cozinheira de Lota de Macedo Soares e Elizabeth Bishop
Em 1952, casou-se com Luiz Augusto Reinbolt, caseiro de Samambaia, a residência de Lota de Macedo Soares [9]. No mesmo ano, Reinbolt foi demitida de Samambaia por se dedicar demais aos seus trabalhos artísticos. De acordo com Bishop, ela e Soares se viram tendo que escolher entre “a arte e a paz”, concluindo que “a tranquilidade valia mais do que desfrutar uma obra-prima todo dia” .
Continuou a morar em Petrópolis e vendeu algumas de suas obras para amigos de Lota de Macedo Soares.
Não conseguiu se sustentar como artista e viveu até o fim da vida como empregada doméstica. Madalena Santos Reinbolt faleceu em Petrópolis em 1977.

## Trabalho
Reinbolt começou a se expressar de forma criativa ainda criança, pintando jornais velhos e criando colagens com folhas e penas. Logo depois, passou a desenhar, pintar e bordar à mão livre.
Como uma empregada doméstica em Salvador, Reinbold bordava panos de prato com motivos desenhados por sua patroa. Sua empregadora em São Paulo lhe chama de artista e a incentiva a buscar uma carreira artística.
As primeiras pinturas conhecidas de Madalena dos Santos Reinbolt são do início da década de 1950. De acordo com Elizabeth Bishop, Reinbolt começou a pintar em pedras, latas de lixo e outros materiais por Samambaia enquanto o Bishop e Soares estavam viajando, sendo incentivada a continuar pintando por Soares, que lhe deu tintas à oleo, pinceis e papeis. Em uma carta, Bishop diz que os vasos pintados por Reinbold eram mais bonitos que os vasos de Portinari que pertenciam a Lota. De acordo com Reinbolt, Soares lhe deu materiais de arte depois de encontrar um álbum de desenhos feitos depois de se mudar do Rio de Janeiro retratando a paisagem e pontos turísticos cariocas como o Pão de açúcar e o Cristo Redentor.
A pintora trabalhou exclusivamente com óleo sobre papel de 1950 até 1963, passando a pintar sobre tela depois disso. Suas pinturas eram feitas de uma forma expressionista, com estilo gestual, marcado por pinceladas rápidas e longas.
Por volta de 1969, Madalena Santos Reinbolt parou de pintar e começou a fazer tapeçarias. Trabalhava com 154 agulhas com tramas multicoloridas sobre estopa ou talagarça, criando uma dinamicidade, com volumes e texturas reminiscente de seu trabalho com pintura. Suas tapeçarias representavam cenas agropastoris semelhantes ao que vivenciou na infância no interior da Bahia.
Seu trabalho foi exposto na Bienal de Veneza em 1978, um ano após sua morte. Suas pinturas e tapeçarias fazem parte de notáveis coleções públicas e privadas, como o Museu Afro Brasil e o Museu de Arte de São Paulo Assis Chateaubriand - MASP, ambos em São Paulo, Brasil.